# Bad Godesberg
Bad Godesberg est une ancienne commune d'Allemagne et depuis 1969 un des quatre arrondissements de la ville de Bonn en Rhénanie-du-Nord-Westphalie. Bad Godesberg compte 75 038 habitants en 2018 pour 32 km2.
C'est au congrès de Bad Godesberg, en 1959, que le Parti social-démocrate d'Allemagne (SPD) abandonna la référence au marxisme et se rallia à l'économie de marché.
Bad Godesberg est jumelée à Saint-Cloud (Hauts-de-Seine, France). 

## Histoire

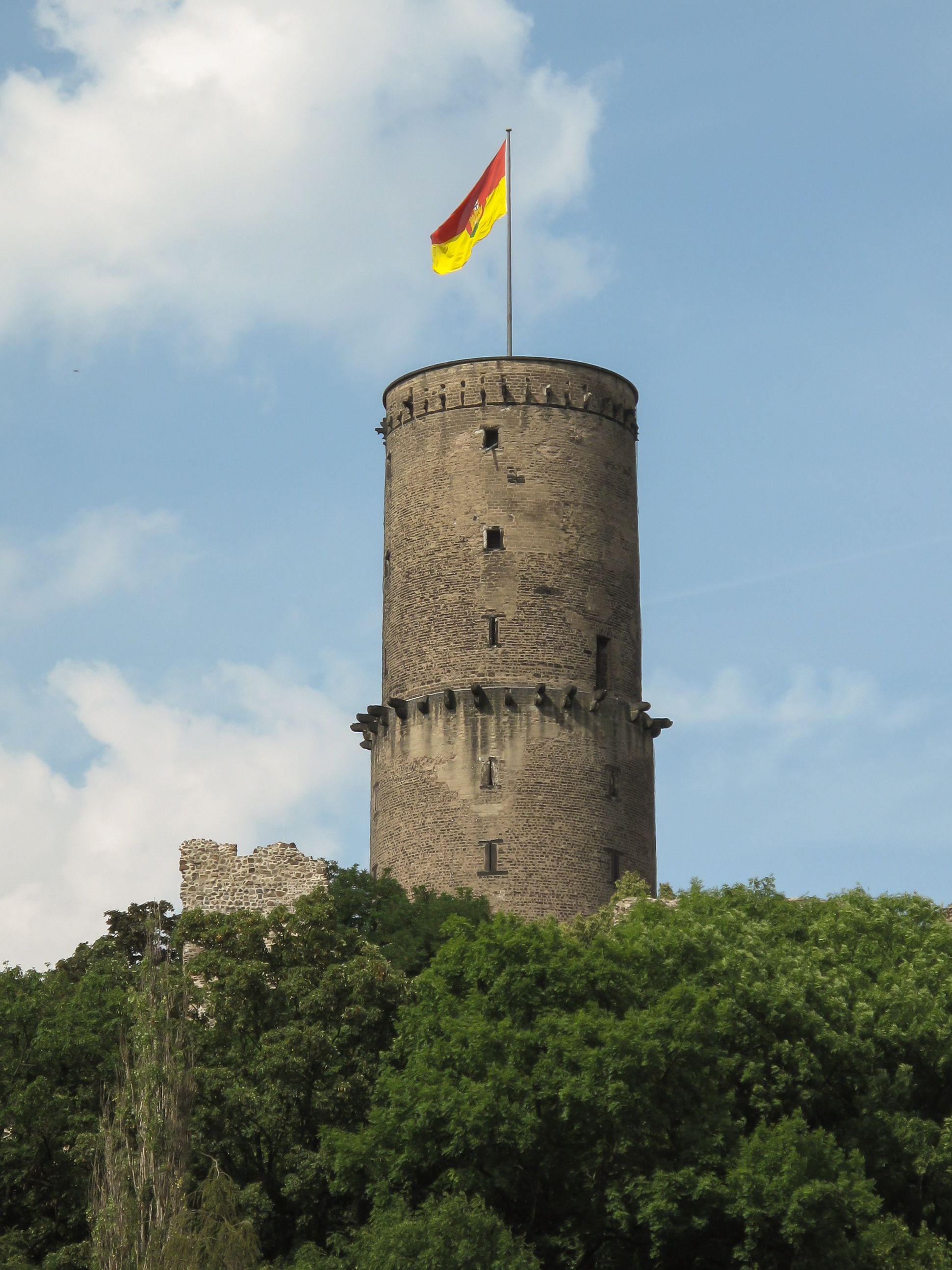
Ruine Godesberg à Bad Godesberg.

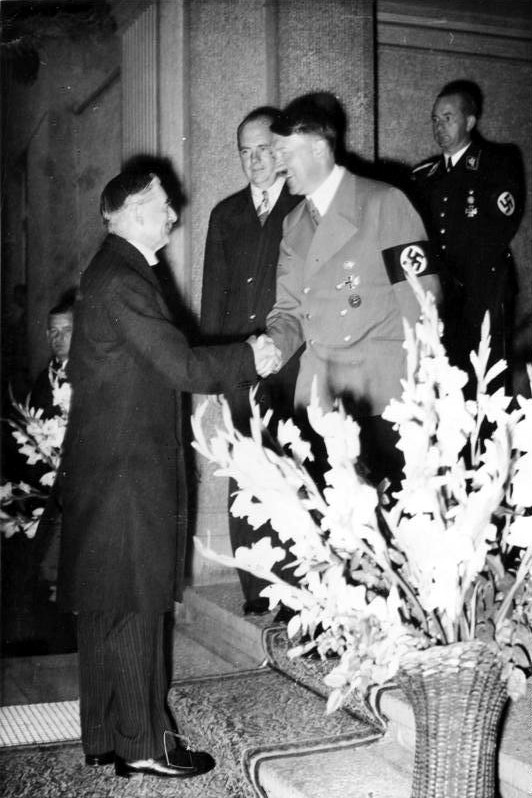
Le 24 septembre 1938, Hitler reçoit Chamberlain pour négocier pacifiquement l'intégration des Sudètes à l'Allemagne.

- 722 : première référence écrite à la ville de Godesberg.
- 15 octobre 1210 : pose de la première pierre du château Godesburg par l'archevêque de Cologne Dietrich Ier de Hegebach.
- 17 décembre 1583 : les troupes du prince-électeur Ernst de Bavière, font sauter le château de Godesburg     après que son prédécesseur déchu Gerhard Truchsess de Waldbourg s'y est retranché. Ce conflit a eu lieu car Gerhard Truchsess de Waldbourg s'était converti au calvinisme pour pouvoir épouser Agnès de Mansfeld-Eisleben.
- 1792 : Godesberg devient station thermale.
- 1935 : Bad Godesberg obtient le statut de ville.
- 1925 : à Godesberg est préfixé Bad (bain), l'identifiant comme un spa.
- 24 septembre 1938 : Adolf Hitler accueille Neville Chamberlain, le Premier ministre britannique, pendant deux jours à Bad Godesberg, pour préparer la négociation des accords de Munich, prévue la semaine suivante.
- 1959 : le Parti social-démocrate d'Allemagne (SPD) adopte le programme de Bad Godesberg, dans lequel il rompt avec le marxisme et adopte la doctrine : « le marché autant que possible, l'intervention publique autant que nécessaire. »
- 1969 : le 1er août, Bad Godesberg est intégré à la commune de Bonn, en même temps que Beuel, Buschdorf, Duisdorf, Holzlar, Ippendorf, Lengsdorf, Lessenich/Meßdorf, Oberkassel et Röttgen

Bad Godesberg devient, lors de la création de la République fédérale d'Allemagne, le siège du haut commissariat de France en Allemagne dont les bureaux sont installés à  l'hôtel Dreesen. Elle fut le siège des ambassades étrangères tant que le gouvernement se trouvait à Bonn. Le premier haut commissaire est l'ambassadeur André François-Poncet, dont la résidence est au château d'Ernich à quelques kilomètres au sud de Bad Godesberg (source : archives du ministère des Affaires étrangères).

## Personnalités
- Albrecht Meydenbauer (1834-1921), ingénieur et photographe, décédé à Bad Godesberg.
- Emilie Hopmann (1845-1926), fondatrice de l'Association des femmes catholiques allemades, décédée à Bad Godesberg.
- Frieda Nugel (1884-1966), mathématicienne allemande et activiste des droits civils, décédée à Bad Godesberg.
- Hermann Schmidt (1892-1978), géologue et paléontologue allemand, décédé à Bad Godesberg.
- Joseph Roth (1896-1945), opposant au régime nazi, décédé à Bad Godesberg.
- Roswitha Esser (1941-), kayakiste, double championne olympique, née à Bad k.

Klaus Barbie